# Malatesta III Malatesta
Malatesta III Malatesta, detto Malatesta Antico, ma più conosciuto come Guastafamiglia (1299 – Rimini, 27 agosto 1364), è stato un condottiero e capitano di ventura italiano, signore di Ancona, Ascoli Piceno, Cattolica, Fossombrone, Gradara, Jesi, Osimo, Pesaro, Recanati e Rimini.

## Famiglia e discendenza
Nacque da Pandolfo I e da una certa Taddea da Rimini, di cui è sconosciuta la famiglia di provenienza. 
Il Guastafamiglia si unì in matrimonio, verso il 1320, a Costanza Ondedei, dalla quale ebbe sette figli:
- Pandolfo II (n. 1325 - m. 1373);
- Galeotto detto Malatesta Ungaro (n. 1327 - m. 1375);
- Caterina, sposò Ludovico Ordelaffi;
- Taddea (?-30 giugno 1363), sposò Giovanni Ordelaffi;
- Ginevra (n. 1350 - m. 1364), sposò Guido II Gonzaga (1340 - 1399);
- Masia;
- Melchina, detta Michelina, sposò Roberto Alidosi, signore di Imola.

Da una tale Giovanna ebbe il figlio naturale Leale, vescovo di Rimini.

## Il condottiero
Insieme con il padre Pandolfo, nel 1320 partecipò alla "crociata" dichiarata da papa Giovanni XXII contro Federico da Montefeltro ad Urbino, dove si rese protagonista di massacri e devastazioni. Successivamente si recò a Ravenna, e nel 1322 diede un aiuto ad Ostasio I da Polenta per uccidere suo cugino, l'arcivescovo Rinaldo da Polenta, allo scopo di conquistare la città.
Nel 1325 fu al servizio del legato pontificio Bertrando del Poggetto contro i Visconti e i Gonzaga, dai quali fu sconfitto e fatto prigioniero a Monteveglio. Liberato nel 1326, condusse una battaglia prima contro Nolfo da Montefeltro e poi contro Ramberto Malatesta. Quest'ultimo venne ucciso nel 1330 dal cugino Malatestino Novello.
Il 14 aprile 1333 combatté a Ferrara contro gli Estensi guidati da Rinaldo d'Este. Sconfitto dagli avversari venne fatto prigioniero, ma venne poi liberato perché si schierò contro i pontifici. Attaccò e sconfisse questi ultimi ed entrò in Rimini. Nel 1334 grazie all'appoggio del cardinale del Poggetto ottenne con il fratello Galeotto il dominio su Rimini, spodestando il loro cugino Ferrantino Novello.
Nel marzo 1336 fu di nuovo in guerra contro Ferrantino Malatesta, alleato della Chiesa e dei Montefeltro, che attaccò Rimini. La battaglia si concluse tre mesi dopo con la tregua con Ferrantino Novello, su mediazione di Ostasio da Polenta.
Nel febbraio 1342 fu assoldato da Firenze in guerra contro Pisa. I fiorentini gli affidarono il comando del loro esercito costituito da 200 cavalieri, a cui poi si aggiunsero altri cavalieri, fanti, balestrieri e militari forniti da altri comuni, arrivando a formare un contingente di circa 12.000 unità. Il Malatesta puntò prima su Lucca, assediata dai nemici, anziché attaccare la città pisana e questo fu un errore determinante nelle sorti del conflitto, perché dopo cinque mesi di battaglia, i lucchesi si arresero alle truppe pisane e ciò rappresentò un grave insuccesso. I fiorentini lo licenziarono e al suo posto chiamarono Gualtieri di Brienne.
Tra il 1347 e il 1348 fu raggiunta la pace con il papa, e la sua famiglia ottenne dei territori: al fratello Galeotto fu concessa Fano, al Malatesta venne data Rimini, mentre ai suoi figli Pandolfo e Ungaro fu affidato il governo di Pesaro. Tuttavia il loro atteggiamento esitante e di traditori fu ancora una volta evidente quando re Luigi I d'Ungheria scese in Italia per le sue guerre contro Napoli e Venezia. Quando la Santa Sede si trasferì ad Avignone, Guastafamiglia sostenne i ghibellini e ottenne il titolo di vicario imperiale. Poco dopo riuscì a impossessarsi di Ancona, Jesi, Ascoli Piceno e Senigallia. Strappò inoltre al cugino Ferrantino Novello il dominio su Mondaino, ma ciò nonostante vi si riconciliò definitivamente.
Nel 1352 passò al servizio del regno di Napoli, retto da Giovanna d'Angiò con il marito Luigi di Taranto. A capo di 300 cavalieri e 400 fanti scese con il fratello Galeotto in Campania, dove affrontò il condottiero Corrado Lupo e la Grande Compagnia guidata da Fra Moriale, riportando una serie di vittorie e costringendo i nemici alla resa. L'anno dopo, però, la compagnia di Fra' Moriale vendicò la sconfitta subita e salì nelle Marche, mettendosi al servizio di Gentile da Mogliano, signore di Fermo, città assediata dai due fratelli Malatesta. Il Moriale, con i suoi venturieri, attaccò e devastò tutti domini dei Malatesta in Romagna e nelle Marche. Il Guastafamiglia per far cessare le violenze pagò un compenso di 40.000 fiorini al condottiero francese.
All'inizio del 1355 Malatesta fu scomunicato e i suoi dominii subirono un altro attacco, questa volta dalle truppe pontificie al comando di Egidio Albornoz. La guerra durò circa quattro mesi, il Malatesta perse molti territori e fu costretto ad arrendersi. In seguito alla disfatta, si accordò con l'Albornoz e passò al servizio della Chiesa. Papa Innocenzo VI gli conferì il titolo di vicario della Santa Sede e in cambio Malatesta gli cedette molti suoi territori, ma riuscì a mantenere i feudi di Rimini, Fano e Fossombrone.
Al soldo del pontefice, nel 1356 combatté prima gli Ordelaffi, i quali, aiutati dalla Grande Compagnia capeggiata dal Conte Lando, sconfissero le sue truppe, poi contro i Manfredi, e nel 1359 contro i Visconti signori di Bologna.

## Il ritiro e la morte
Nella primavera del 1363 si recò ad Avignone, dove comunicò al papa la sua decisione di ritirarsi da governatore dei suoi comuni e dalla vita militare. Affidò la signoria di Rimini al fratello Galeotto; al figlio Pandolfo venne mantenuto il governo di Pesaro, mentre al figlio Ungaro venne affidato il comando delle sue truppe.
Morì a Rimini il 27 agosto 1364.

## Ascendenza
|                                    |   |          | Genitori |  |  | Nonni |  |  | Bisnonni              |  |  | Trisnonni        |  |
|                                    |   |          |          |  |  |       |  |  | Malatesta I Malatesta |  |  | Malatesta Minore |  |
|                                    |   |          |          |  |  |       |  |  | Malatesta I Malatesta |  |  | Malatesta Minore |  |
|                                    |   | Alaburga |          |  |  |       |  |  | Malatesta I Malatesta |  |  |                  |  |
| Malatesta da Verucchio             |   |          |          |  |  |       |  |  | Malatesta I Malatesta |  |  |                  |  |
|                                    |   | Adelasia | …        |  |  |       |  |  |                       |  |  |                  |  |
|                                    |   | Adelasia | …        |  |  |       |  |  |                       |  |  |                  |  |
|                                    |   | Adelasia | …        |  |  |       |  |  |                       |  |  |                  |  |
| Pandolfo I Malatesta               |   | Adelasia |          |  |  |       |  |  |                       |  |  |                  |  |
|                                    |   | …        | …        |  |  |       |  |  |                       |  |  |                  |  |
|                                    |   | …        | …        |  |  |       |  |  |                       |  |  |                  |  |
|                                    |   | …        | …        |  |  |       |  |  |                       |  |  |                  |  |
| Margherita Paltenieri di Monselice |   | …        |          |  |  |       |  |  |                       |  |  |                  |  |
|                                    |   | …        | …        |  |  |       |  |  |                       |  |  |                  |  |
|                                    |   | …        | …        |  |  |       |  |  |                       |  |  |                  |  |
|                                    |   | …        | …        |  |  |       |  |  |                       |  |  |                  |  |
| Malatesta III Malatesta            |   | …        |          |  |  |       |  |  |                       |  |  |                  |  |
|                                    | … | …        |          |  |  |       |  |  |                       |  |  |                  |  |
|                                    | … | …        |          |  |  |       |  |  |                       |  |  |                  |  |
|                                    | … | …        |          |  |  |       |  |  |                       |  |  |                  |  |
| …                                  | … |          |          |  |  |       |  |  |                       |  |  |                  |  |
|                                    |   | …        | …        |  |  |       |  |  |                       |  |  |                  |  |
|                                    |   | …        | …        |  |  |       |  |  |                       |  |  |                  |  |
|                                    |   | …        | …        |  |  |       |  |  |                       |  |  |                  |  |
| Taddea da Rimini                   |   | …        |          |  |  |       |  |  |                       |  |  |                  |  |
|                                    |   | …        | …        |  |  |       |  |  |                       |  |  |                  |  |
|                                    |   | …        | …        |  |  |       |  |  |                       |  |  |                  |  |
|                                    |   | …        | …        |  |  |       |  |  |                       |  |  |                  |  |
| …                                  |   | …        |          |  |  |       |  |  |                       |  |  |                  |  |
|                                    |   | …        | …        |  |  |       |  |  |                       |  |  |                  |  |
|                                    |   | …        | …        |  |  |       |  |  |                       |  |  |                  |  |
|                                    |   | …        | …        |  |  |       |  |  |                       |  |  |                  |  |
|                                    |   | …        |          |  |  |       |  |  |                       |  |  |                  |  |